# Pergamo di Guglielmo
Il pergamo di Guglielmo è un ambone marmoreo in stile romanico risalente al XII secolo, presente nel Duomo di Cagliari.

## Storia
L'opera venne eseguita dallo scultore conosciuto come maestro Guglielmo, del quale, oltre al nome, non abbiamo notizie biografiche se non che collaborò alla decorazione del Duomo di Pisa. Proprio per la cattedrale pisana Guglielmo scolpì, tra il 1159 e il 1162, il monumentale pulpito, che restò al suo posto sino al 1310, quando venne sostituito con il nuovo pulpito, opera di Giovanni Pisano.
Il pulpito di Guglielmo venne dunque smontato e trasferito a Cagliari, città allora sotto il dominio pisano, dove arrivò nel 1312. L'opera venne rimontata nella cattedrale della città sarda, una chiesa del XIII secolo in stile romanico pisano, dove il pulpito trovò posto nella navata centrale, all'altezza della terza colonna a destra. Durante i restauri del XVII secolo, che dotarono la cattedrale di una nuova veste barocca, il pergamo di Guglielmo venne smembrato e le varie parti collocate nelle attuali posizioni. In seguito a tali manomissioni, il pulpito perse l'epigrafe in cui era indicato il nome dell'autore e gli anni in cui era stato realizzato.

## Descrizione
Quello che un tempo era un unico grande pulpito, dal 1669 è collocato ai lati del portale mediano, diviso in due parti addossate alla controfacciata e sostenute ciascuna da due colonne e due semicolonne, in modo da formare due piccole cantorie, prive di qualunque funzione perché inaccessibili. 
Su ciascuna "cantoria", i tre lati del parapetto appaiono impreziositi da immagini scolpite in altorilievo, raffiguranti scene evangeliche, che nella posizione attuale, in seguito alle manomissioni secentesche non seguono più l'originario filo narrativo.
Al centro del lato frontale di ciascun parapetto si trovano due gruppi scultorei quasi a tutto tondo, sopra i quali vi sono rispettivamente il leggìo per il vangelo e quello per l'epistola.

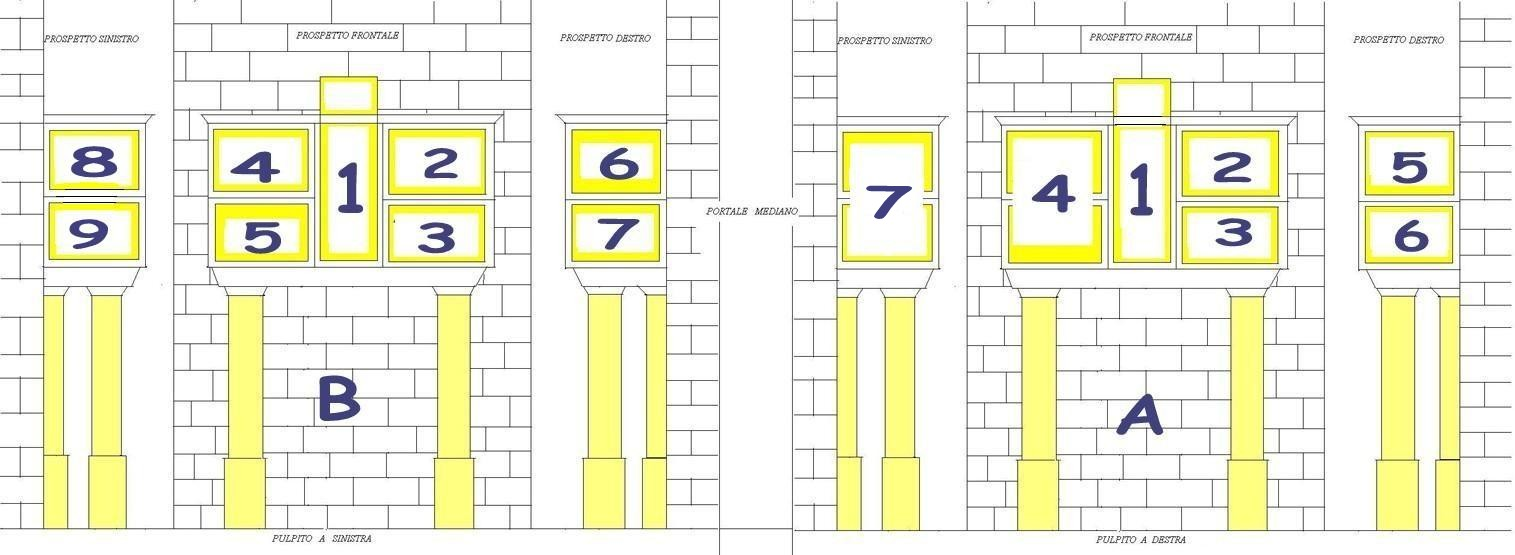
Disposizione delle raffigurazioni nel pulpito di maestro Guglielmo: A (pulpito di destra): 1 - San Paolo con Tito e Timoteo; 2 - Battesimo di Gesù; 3 - Presentazione al tempio; 4 - Trasfigurazione; 5 - Adorazione dei magi; 6 - Ritorno dei magi ai loro paesi; 7 - Ascensione.
B (pulpito di sinistra): 1 - Tetramorfo; 2 - Le pie donne al sepolcro; 3 - La Resurrezione di Gesù; 4 - L'Annunciazione e la Visitazione; 5 - La Natività; 6 - Ultima cena; 7 - Il bacio di Giuda; 8 - I magi dal re Erode; 9 - La strage degli Innocenti.

### I rilievi di maestro Guglielmo
Avendo di fronte la controfacciata, a destra del portale mediano si trova la porzione di ambone
recante sul fronte del parapetto il gruppo scultoreo raffigurante San Paolo con Tito e Timoteo, sormontato dal leggìo per l'epistola ornato da tre angeli. Le scene evangeliche raffigurate sono l'Adorazione dei magi e il Ritorno dei magi verso i loro paesi, sul lato destro del parapetto, sul fronte, dall'alto in basso e da destra a sinistra, il Battesimo di Cristo, la Presentazione al Tempio e la Trasfigurazione, mentre sul lato sinistro si trova l'Ascensione.

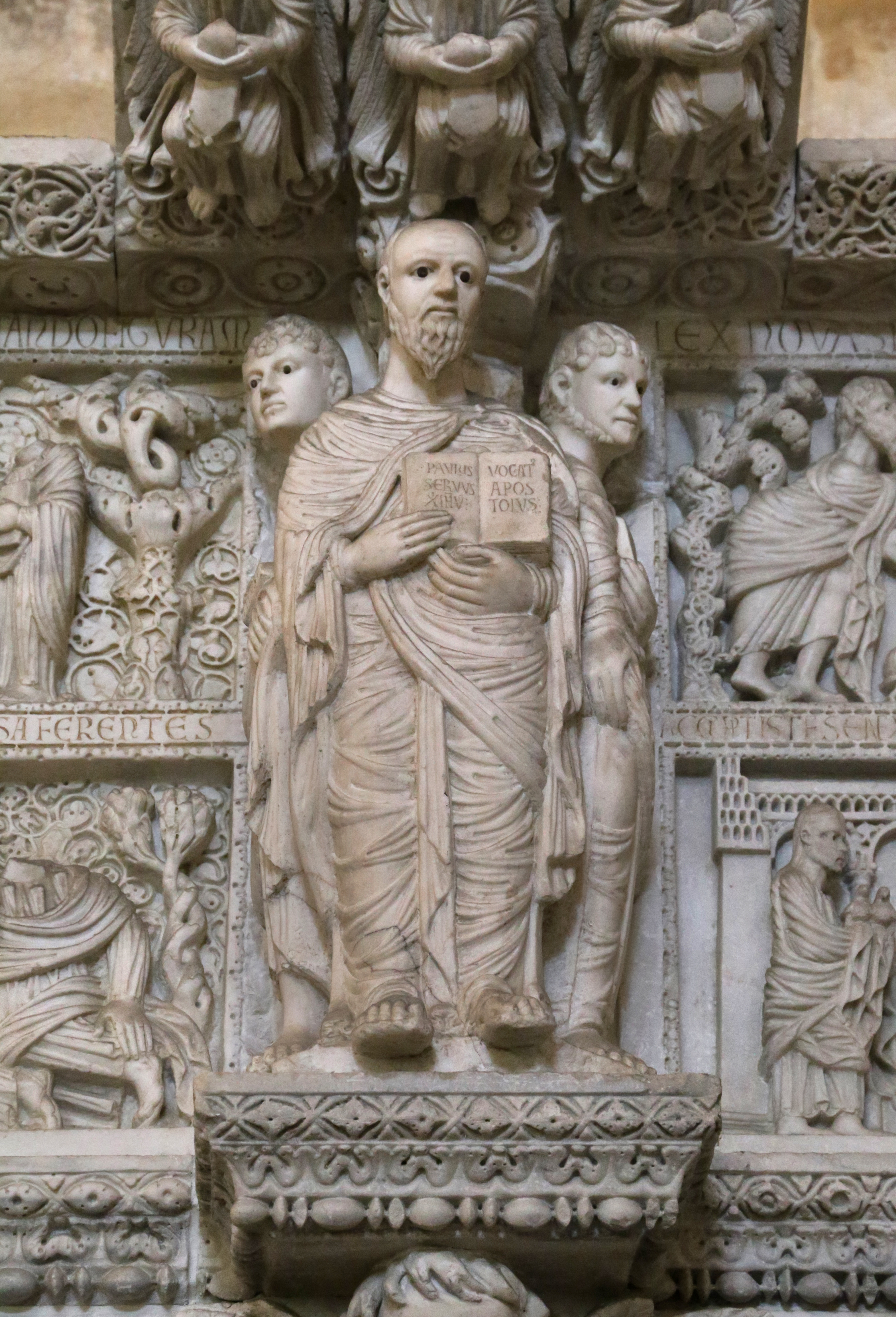
San Paolo con Tito e Timoteo
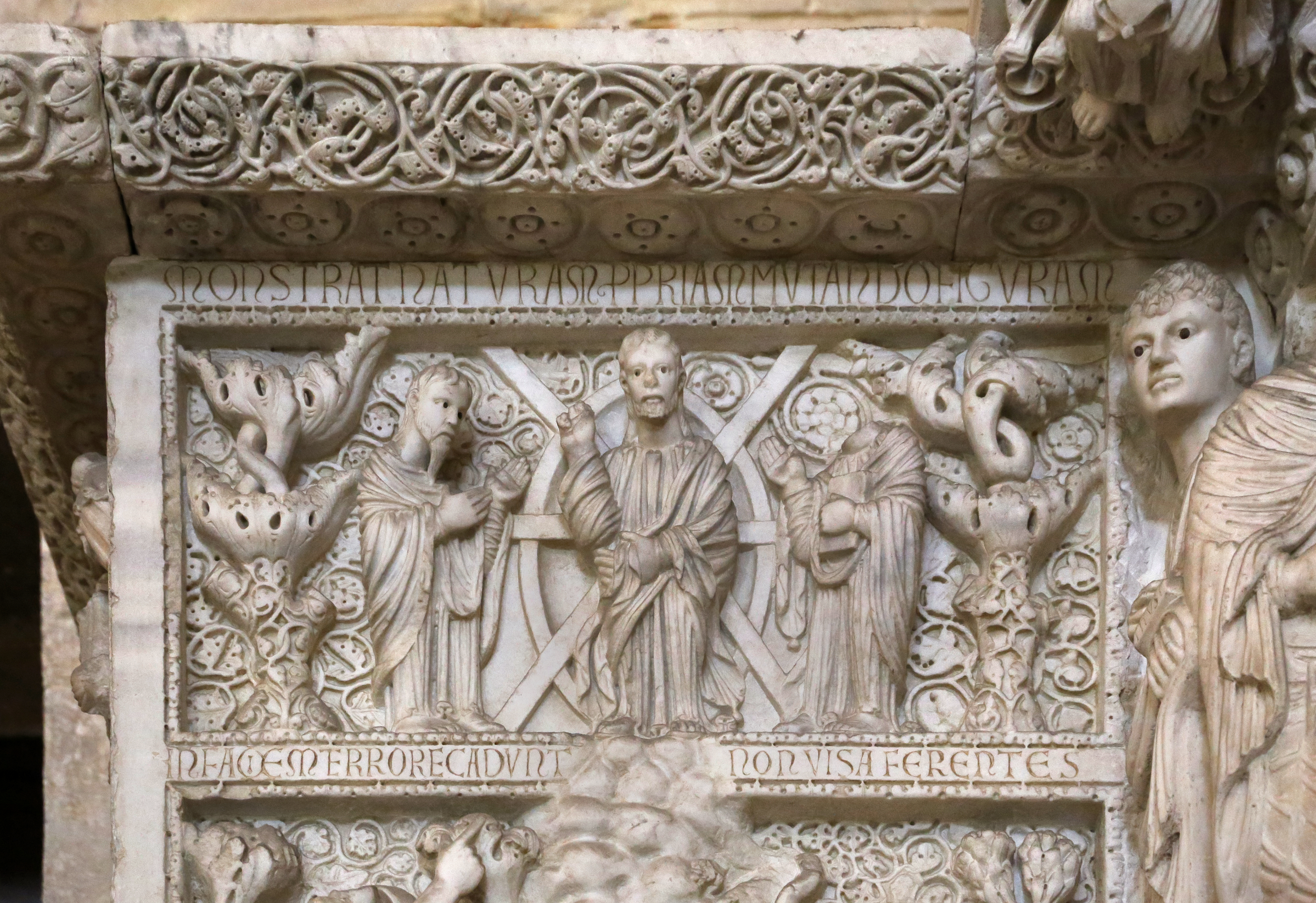
Trasfigurazione
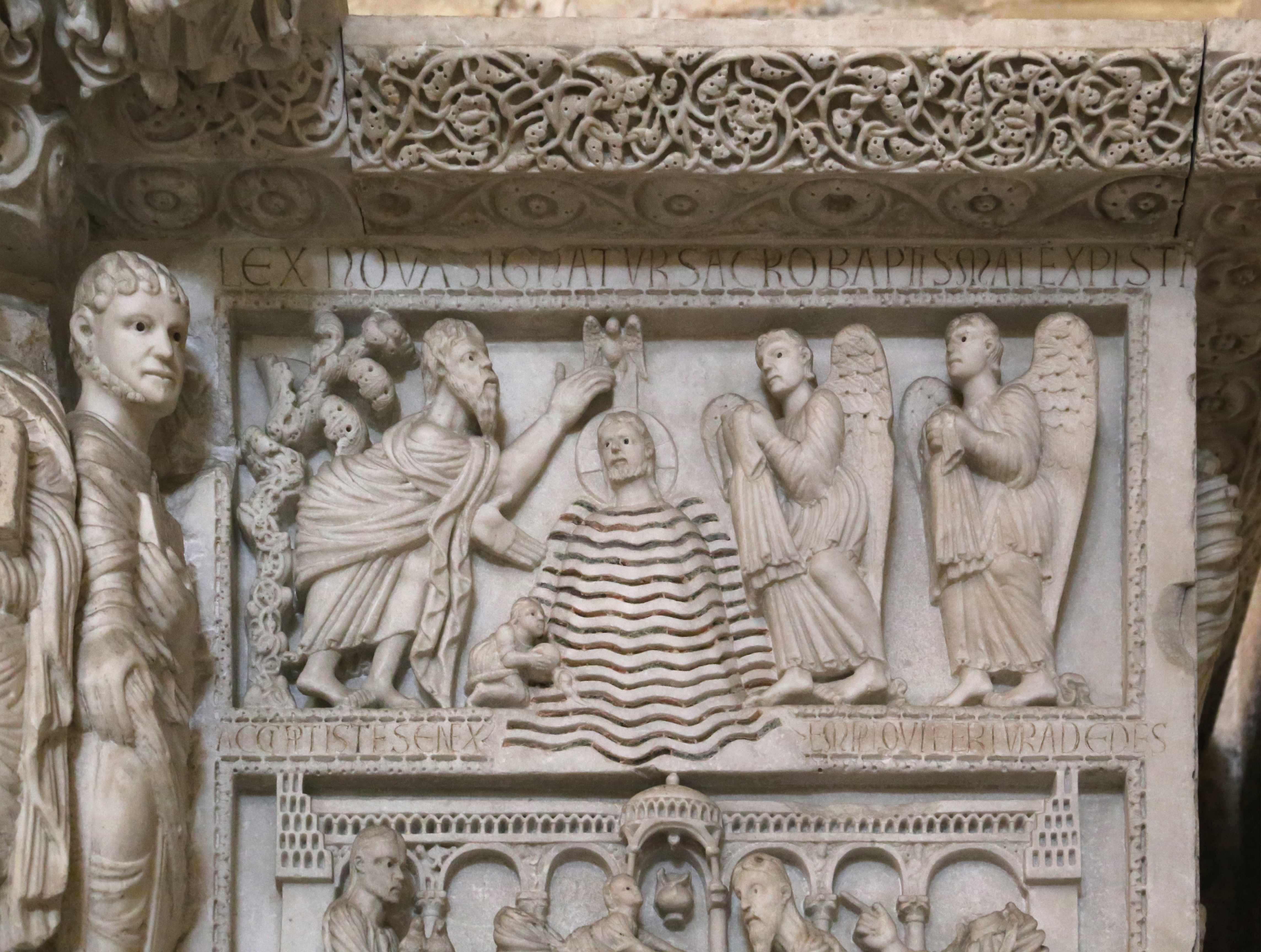
Battesimo di Gesù
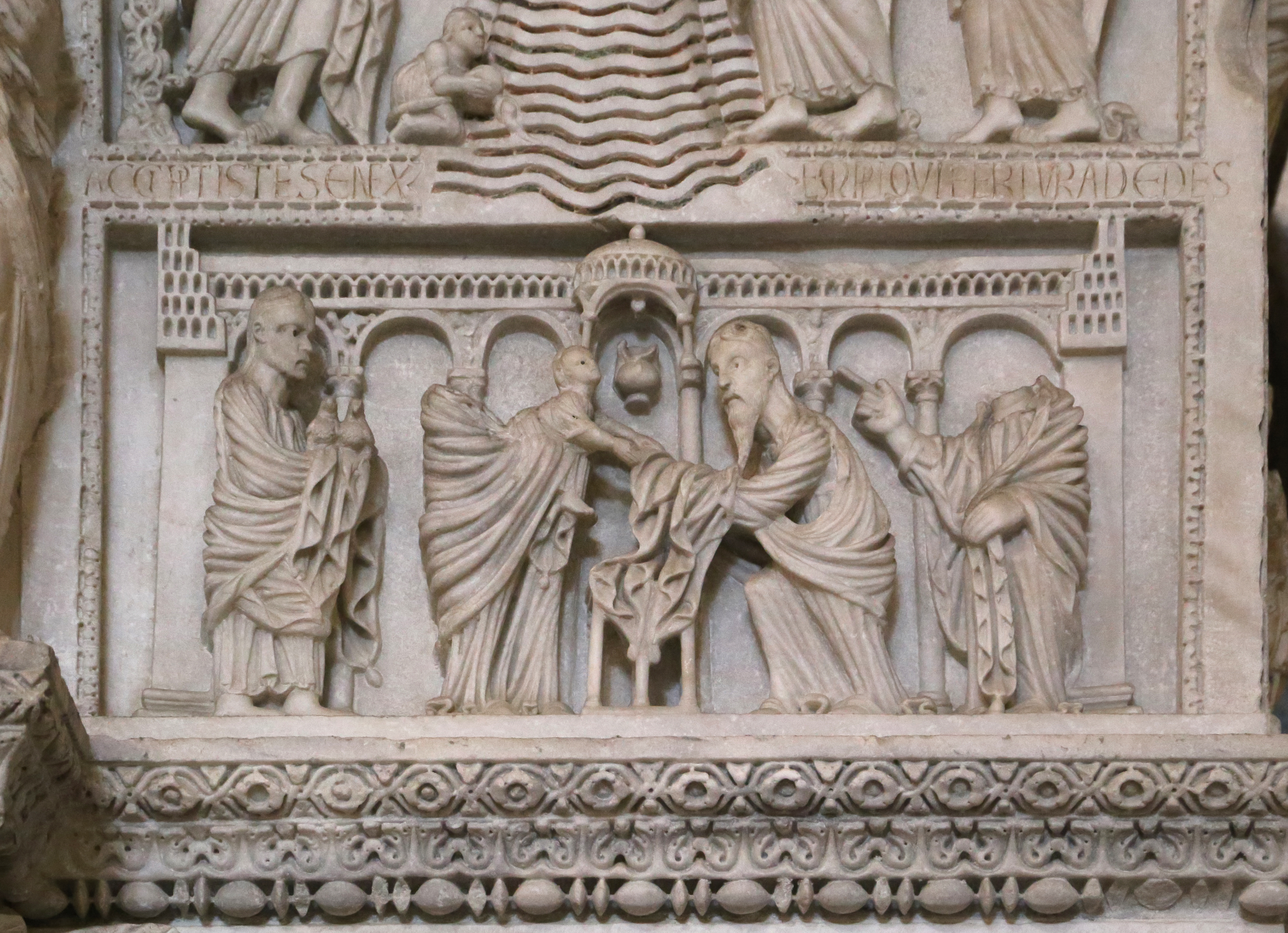
Presentazione al Tempio
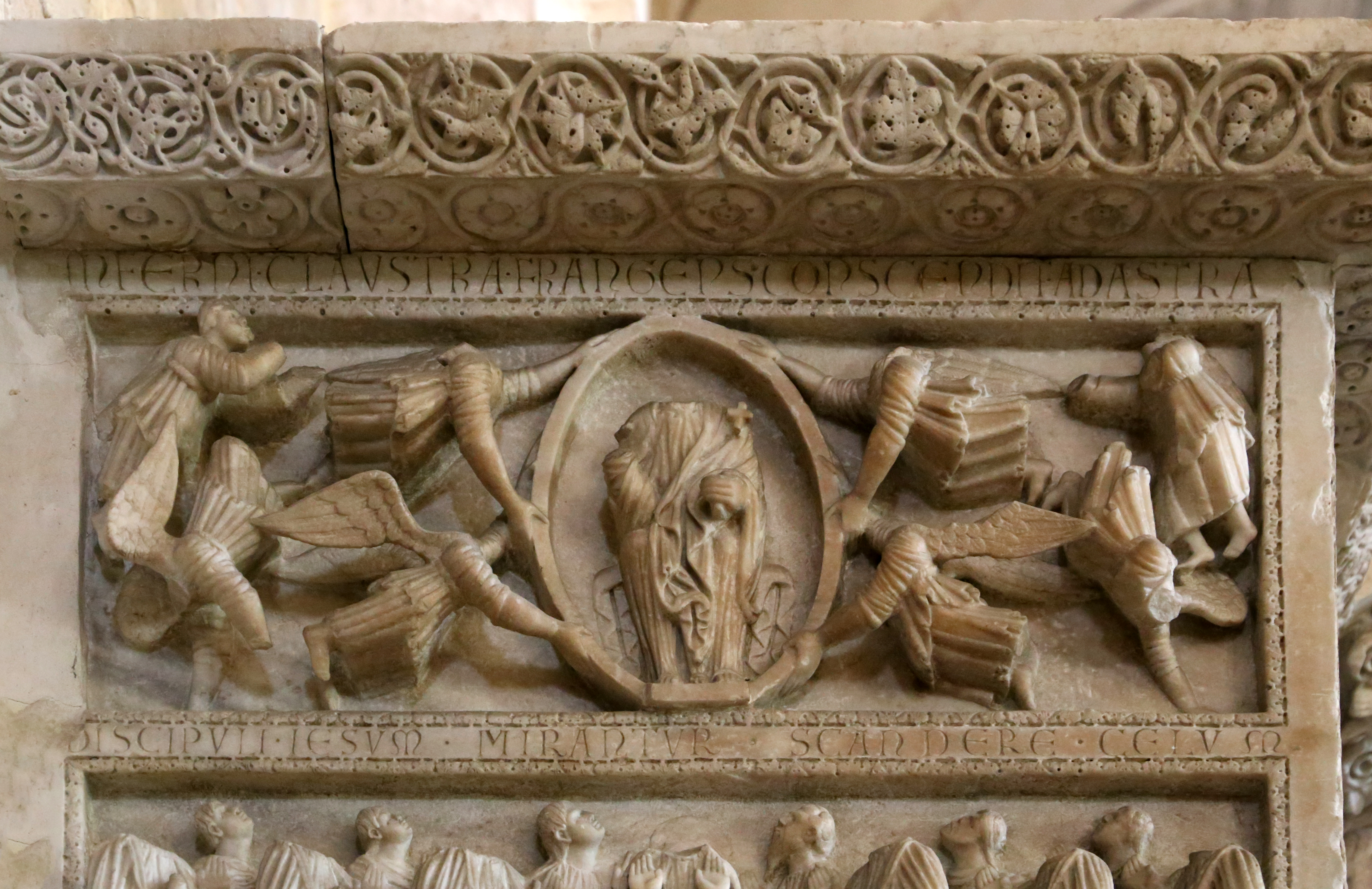
Ascensione
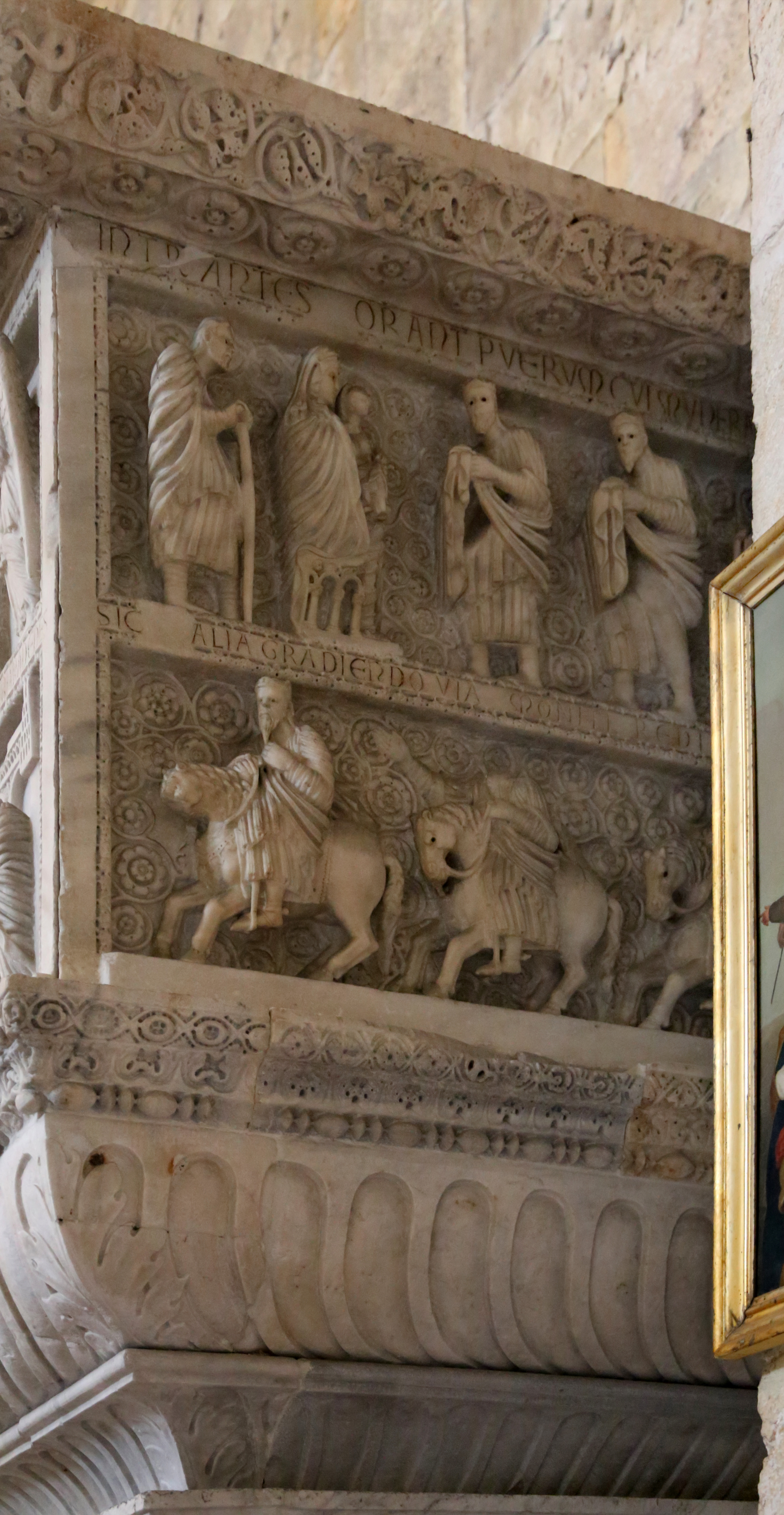
Adorazione dei magi e il Ritorno dei magi

A sinistra del portale mediano si trova l'ambone con il gruppo scultoreo centrale raffigurante il Tetramorfo, con l'aquila di san Giovanni che costituisce il leggìo per la proclamazione del vangelo; le scene raffigurate sul parapetto di questo ambone sono l'Ultima cena e il Bacio di Giuda sul lato di destra, sul fronte, dall'alto in basso e da destra a sinistra, Le pie donne al sepolcro, la Resurrezione, l'Annunciazione e la Visitazione nello stesso riquadro, la Natività, mentre sul lato di sinistra sono I magi dal re Erode e sotto la Strage degli innocenti.

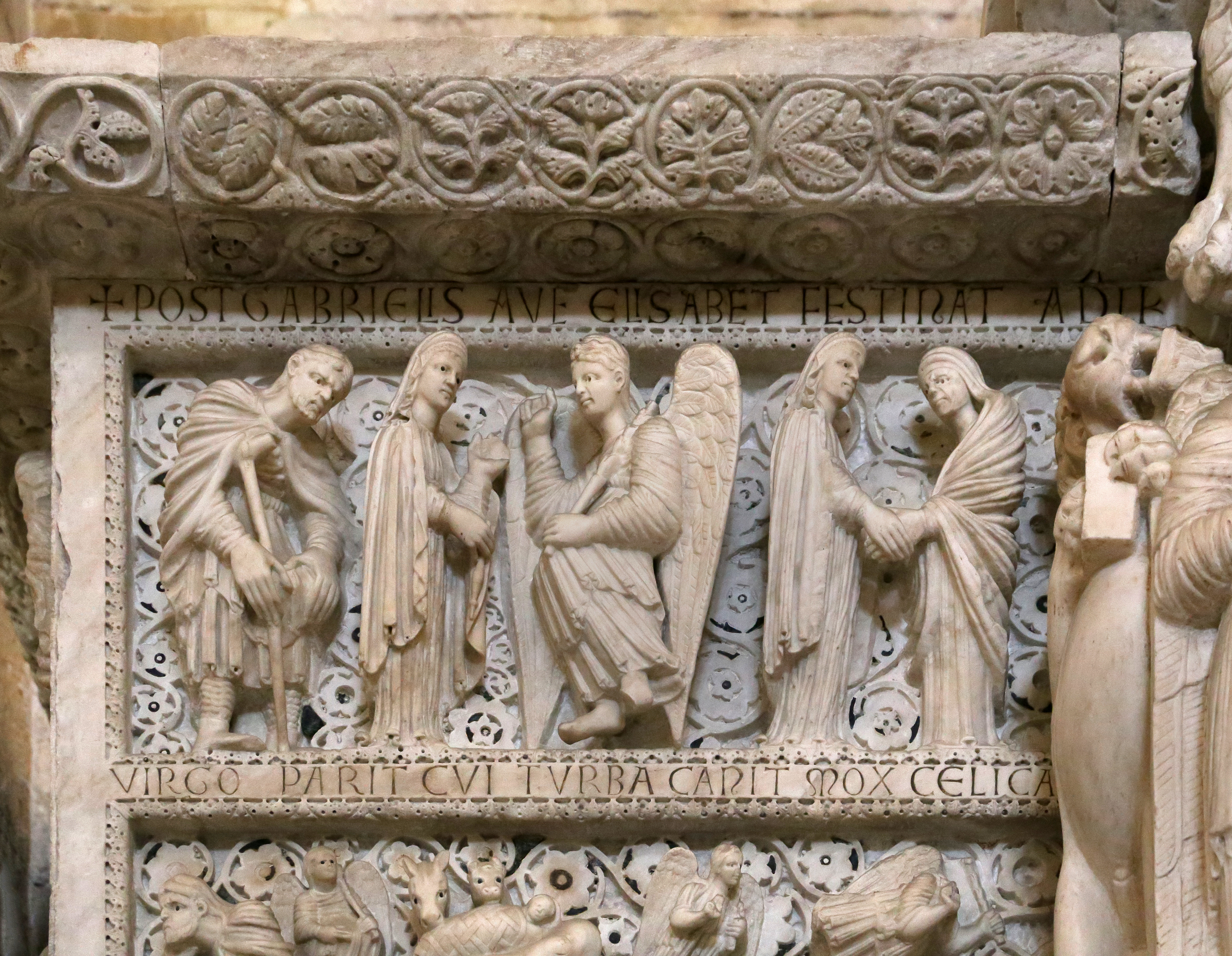
Annunciazione e visitazione
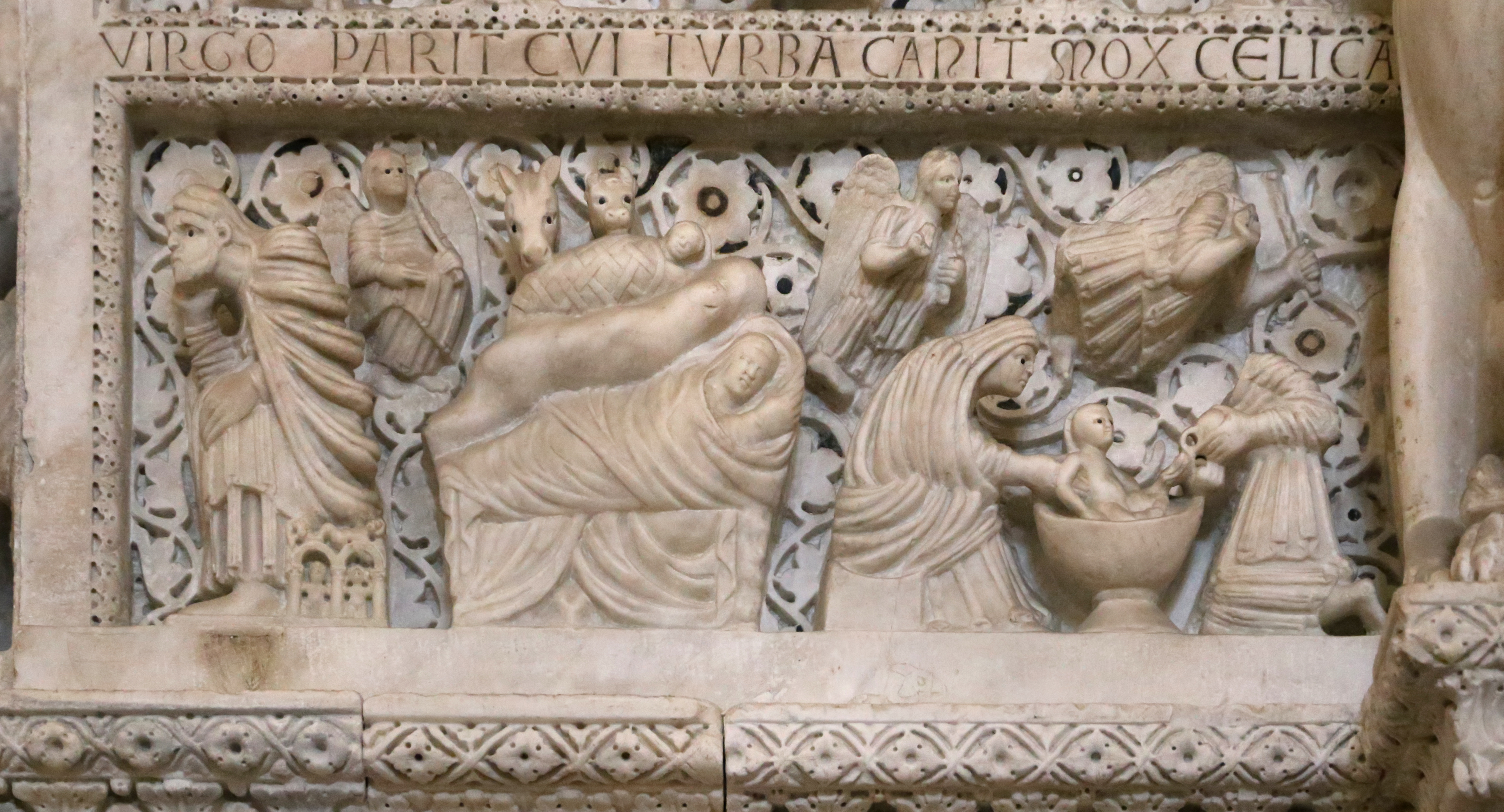
Natività
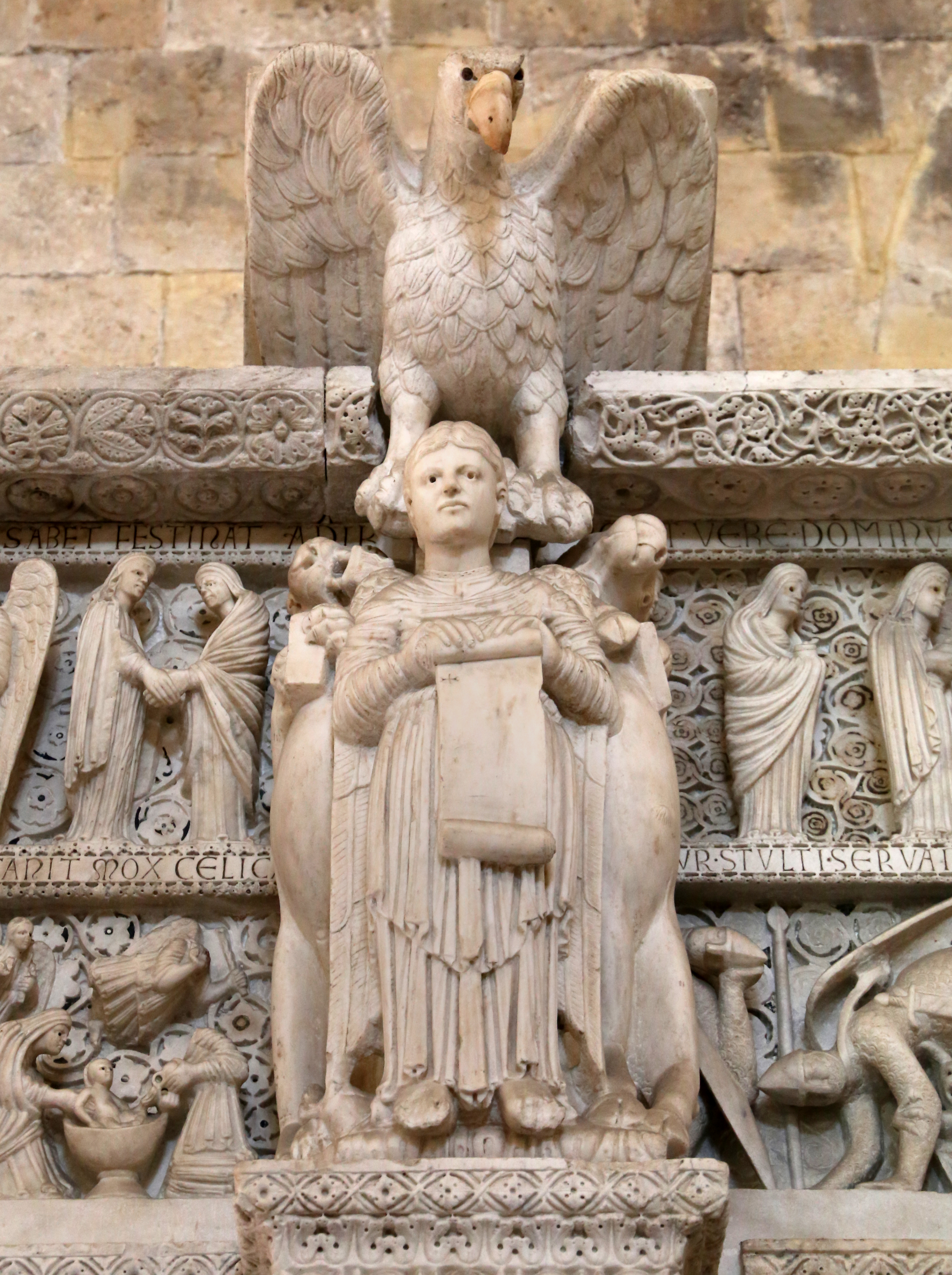
Tetramorfo
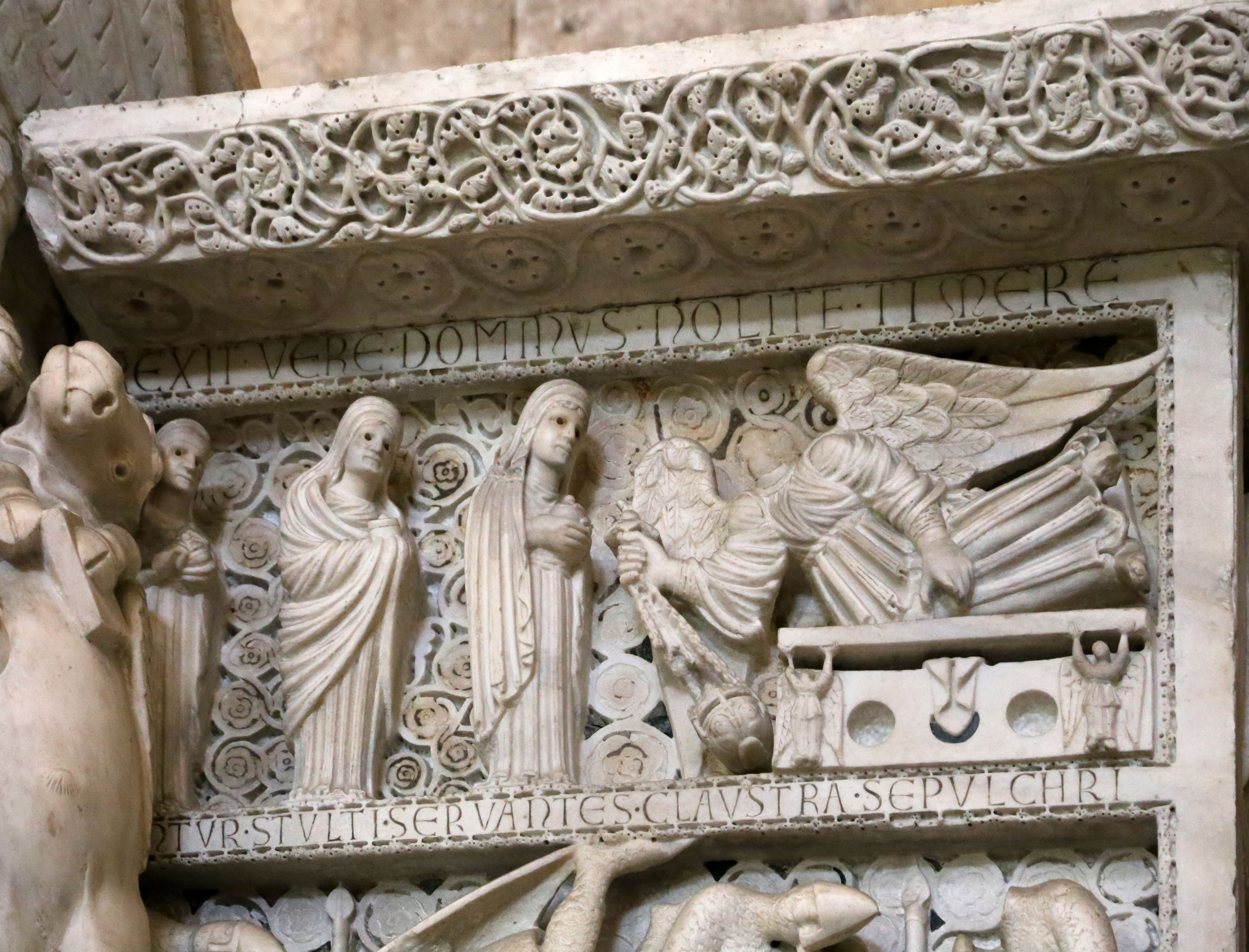
Pie donne al sepolcro
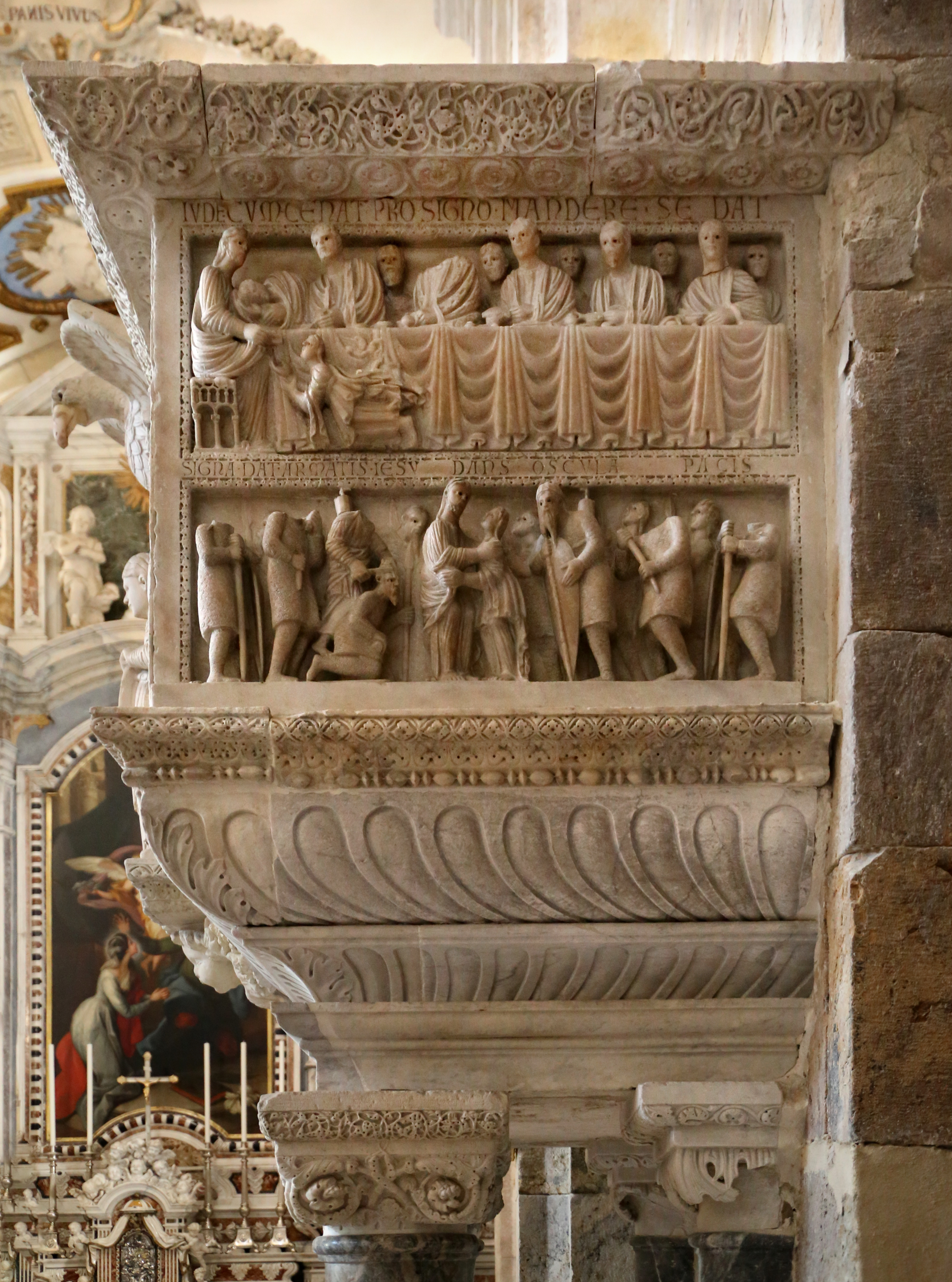
Ultima cena e bacio di Giuda
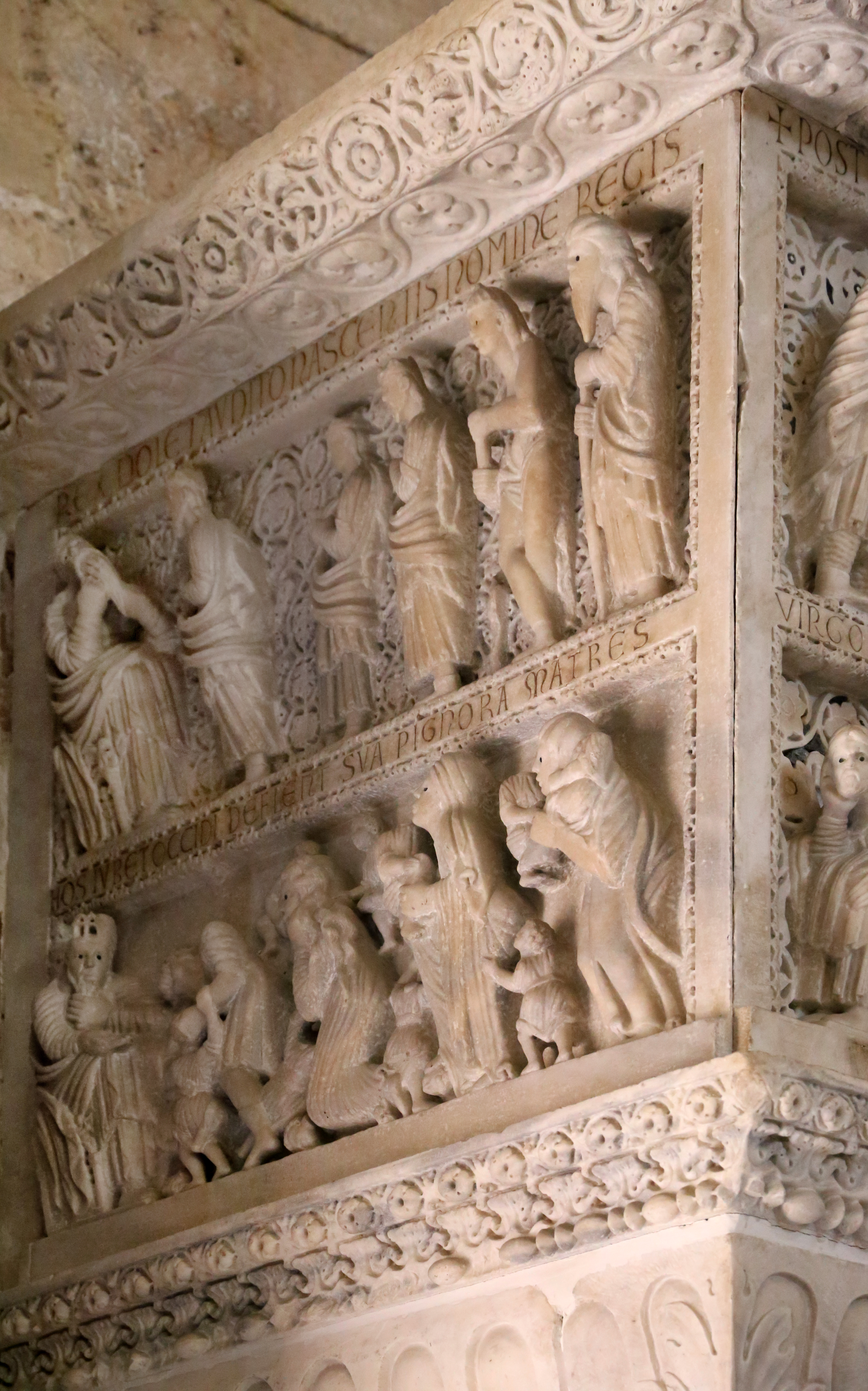
I Magi dal re Erode e sotto la Strage degli innocenti

### I leoni stilofori

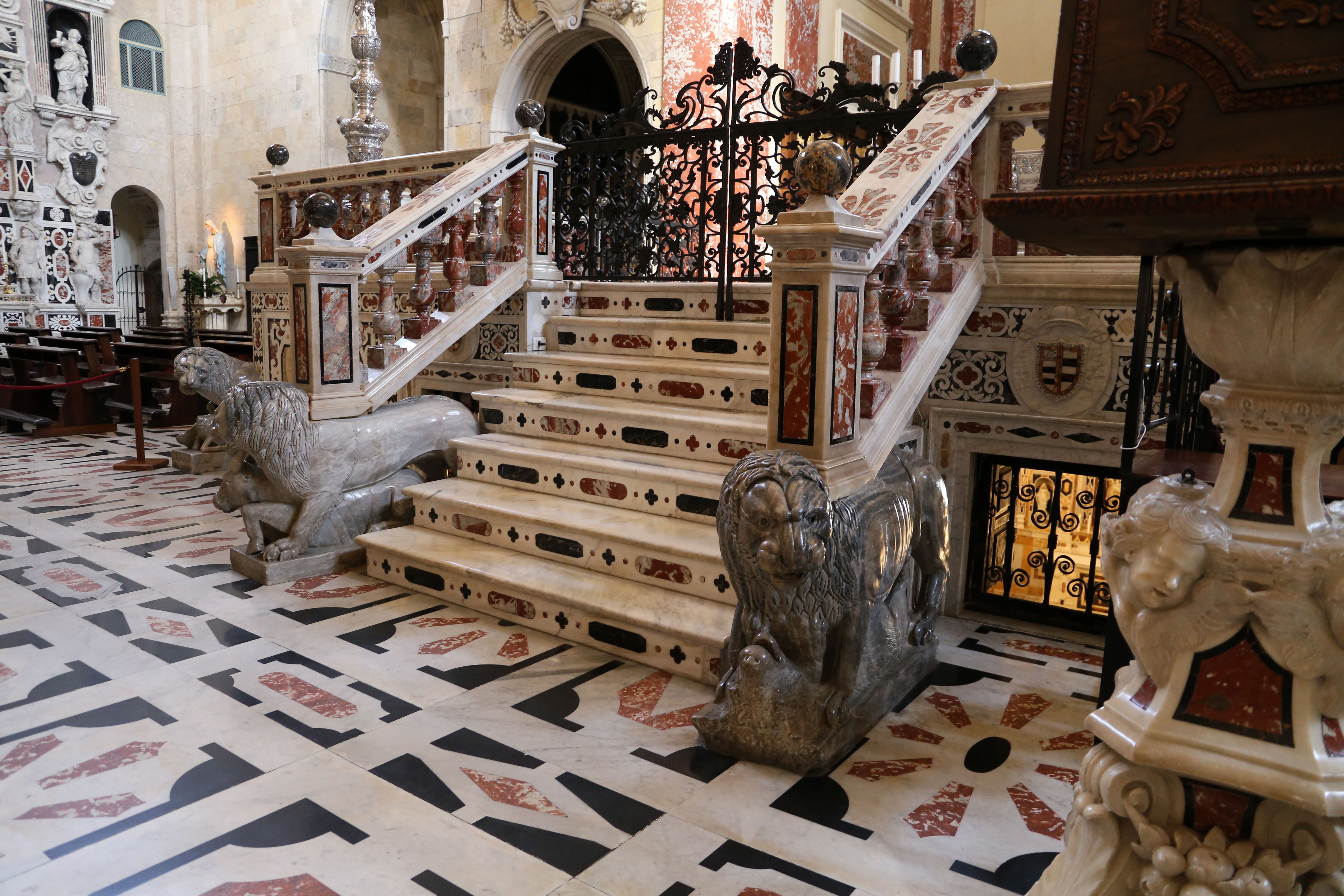
Leoni stilofori

Erano parte dell'imponente pulpito, posti alla base delle colonne che lo sostenevano in origine, anche i quattro leoni stilofori a tutto tondo, dal XVII secolo posti alla base del presbiterio, due ai lati dello scalone centrale, sui quali poggia direttamente la balaustra marmorea, mentre gli altri sono ai lati esterni. Le sculture, rese con grande realismo e forte espressività anche grazie all'utilizzo del trapano, raffigurano quattro leoni nell'atto di tenere schiacciati sotto di loro uomini e animali; i leoni ai lati dello scalone tengono tra le zampe un toro (leone a sinistra) e un orso (leone a destra), mentre i leoni posti alle estremità del recinto presbiteriale ghermiscono un uomo e il suo cavallo (a sinistra) e un dragone alato (a destra).

## Stile
Il pergamo rappresenta un'importante opera di sintesi delle varie culture riscontrabili nel mediterraneo in quegli anni, che dimostrano la ricchezza di apporti, anche culturali, che confluivano attraverso il porto di Pisa nel suo massimo splendore. L'impostazione generale delle decorazioni sembra rifarsi innanzitutto a modelli romani antichi e paleocristiani, come i sarcofagi, che sono tuttora presenti in considerevole misura a Pisa, e altri frammenti che proprio in quegli anni venivano reipiegati nel cantiere del duomo pisano; in secondo luogo la vivacità della narrazione e il forte rilievo plastico dei personaggi guardano a influenze padano-lombarde e provenzali, in particolare ad autori come Wiligelmo; l'aulicità e compostezza delle figure, unite a certe scelte iconografiche e al marcato chiaroscuro, rimandano tuttavia al mondo bizantino e al Mediterraneo orientale; gli arabeschi dello sfondo invece dimostrano la conoscenza dell'arte islamica, in particolare iberica, nordafricana e siriaca, attraverso oggetti come i metalli incisi e niellati (si pensi solo al Grifone di Pisa), i vetri decorati e, soprattutto, le stoffe damascate.